# Unai Alba Pagadizabal
Unai Alba Pagadizabal (Oiartzun, 19 de febrer de 1978) és un exfutbolista professional basc, que ocupava la posició de porter. Posteriorment fa d'entrenador de porters.

## Trajectòria esportiva
Després de militar a diversos equips bascos, el 2004 fitxa pel Barakaldo CF, de Segona Divisió B. Passa dues campanyes i mitja sent titular, i al mercat d'hivern de la temporada 06/07 s'incorpora a l'Athletic Club com a porter suplent, sense arribar a debutar.
L'estiu del 2007 fitxa per l'Hèrcules CF, amb qui és titular a la temporada 07/08, a Segona Divisió, condició que perd l'any posterior.